# Gisbert Combaz
Pour les articles homonymes, voir Combaz.
Gisbert Combaz, né à Anvers le 23 septembre 1869 et mort à Saint-Gilles le 18 janvier 1941, est un juriste et affichiste belge, également peintre, illustrateur, graveur et lithographe. 

## Biographie
Gisbert Combaz étudie le droit à l'université libre de Bruxelles et en sort en 1891 avec le titre de docteur.
Il s'inscrit en 1893 à l'Académie des beaux-arts de Bruxelles.
De 1898 à 1939 Combaz est professeur à l'École des arts décoratifs et industriels d'Ixelles et entre 1912 et 1940, professeur de composition décorative à l'Académie des beaux-arts de Bruxelles. En 1906, il est membre fondateur du cercle artistique L'Estampe.
Sinologue réputé, il donne la priorité à une carrière d'enseignant et de chercheur après 1910.
L'artiste fut l'un des principaux défenseurs de l'Art nouveau belge.

## Œuvre

### Affichiste

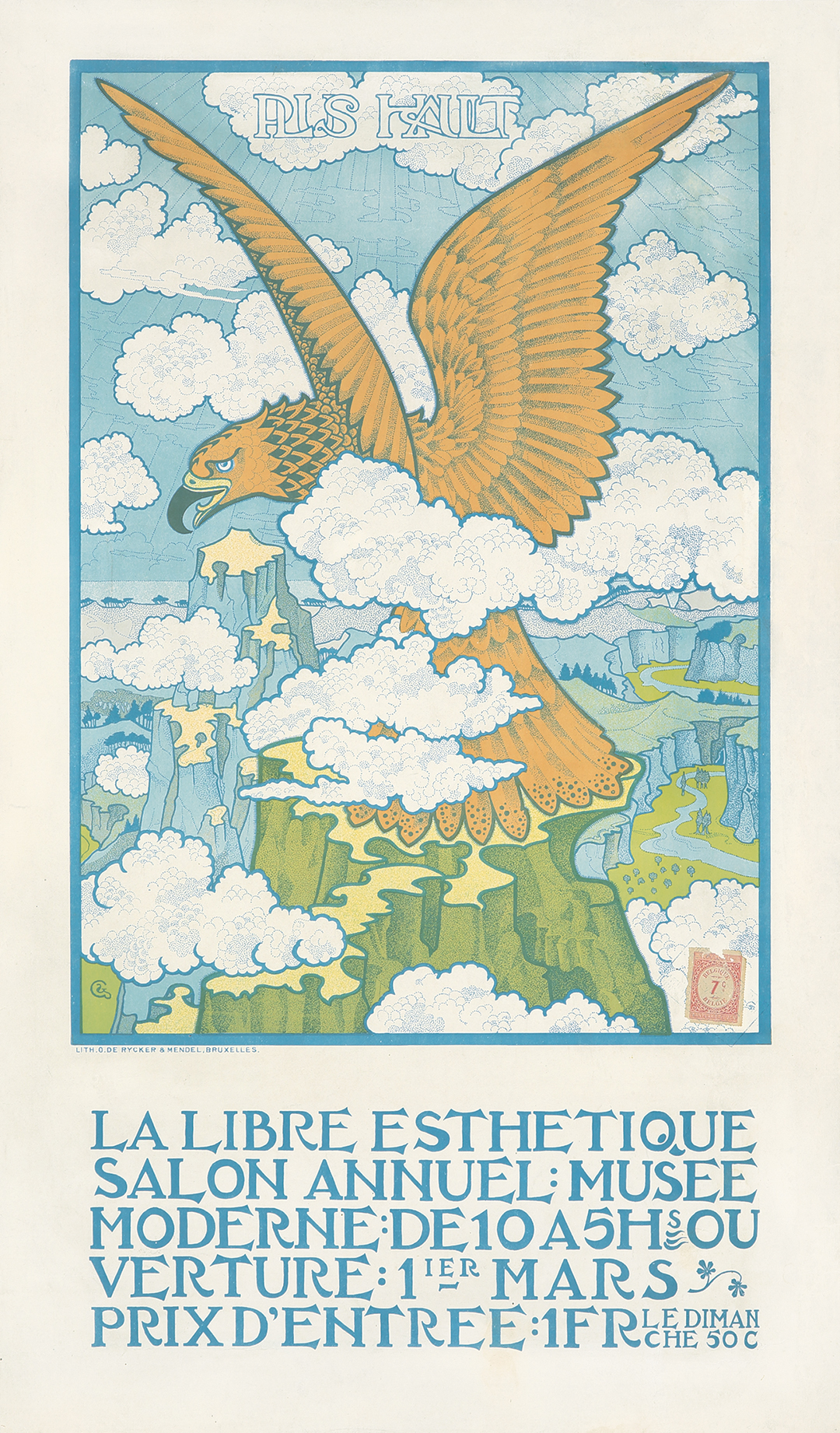
Poster du Salon annuel pour la Libre Esthétique (lithographie).

Dessinateur des affiches pour le salon La Libre Esthétique, le style personnel de Gisbert Combaz est toujours reconnaissable aujourd'hui par ses références à la calligraphie et aux estampes Japonaises. L'influence du cloisonnisme et du pointillisme y est également perceptible.

### Illustrateur
Il a dessiné des couvertures de livres, des cartes postales, des drapeaux et même des meubles.
Il a notamment illustré :
- Le Pays wallon (1890-1940), quotidien démocrate chrétien de Charleroi.
- Nos aînés au champ d'honneur, Dom Hadelin de Moreau, 1894.

### Publications
Dans les années 1930, il a publié, conjointement avec René Grousset, Henri Maspero et Paul Pelliot, nombre de publications sur l'art oriental. Il a écrit, entre autres, plusieurs articles pour les Annales de la Société d'archéologie de Bruxelles.
Ses publications :
- L'évolution du stupa en Asie, 1933
- L'évolution du stupa en Asie. Les symbolisme du Stupa, 1937
- L'Inde et l'Orient classique, 1937
- Les palais impériaux de la Chine, 1908 et 1909
- Les sépultures impériales de la Chine, 1907
- Les temples impériaux de la Chine, 1912
- La peinture chinoise vue par un peintre occidental. Introduction à l'histoire de la peinture chinoise, 1939

## Vie familiale
Le 16 avril 1895, Gisbert Combaz épouse Marthe Verhas. De cette union naîtront trois enfants, l'architecte Jean Combaz né en 1896, Suzanne en 1897 et Denise en 1903.